# Gerásimo III de Constantinopla
Gerásimo III de Constantinopla (em grego: Γεράσιμος Γ΄) foi o patriarca ecumênico de Constantinopla entre 1794 e 1797.

## História
Nascido em Chipre, Gerásimo foi nomeado bispo metropolitano de Vize em 1762, de İzmit (Metrópole de Nicomédia) em 1783 e de Derkoi em 1791. Finalmente, em 3 de março de 1794, Gerásimo foi eleito patriarca ecumênico no lugar de Neófito VII.
Durante seu patriarcado, ele regulamentou diversos assuntos eclesiásticos, incluindo a determinação de uma idade mínima para a ordenação de clérigos em 1795: 25 anos para diáconos e 30 anos para presbíteros. Em 19 de abril de 1797, Gerásimo renunciou e se retirou para Tarabya, onde morreu pouco depois.